# Menstruační kalíšek

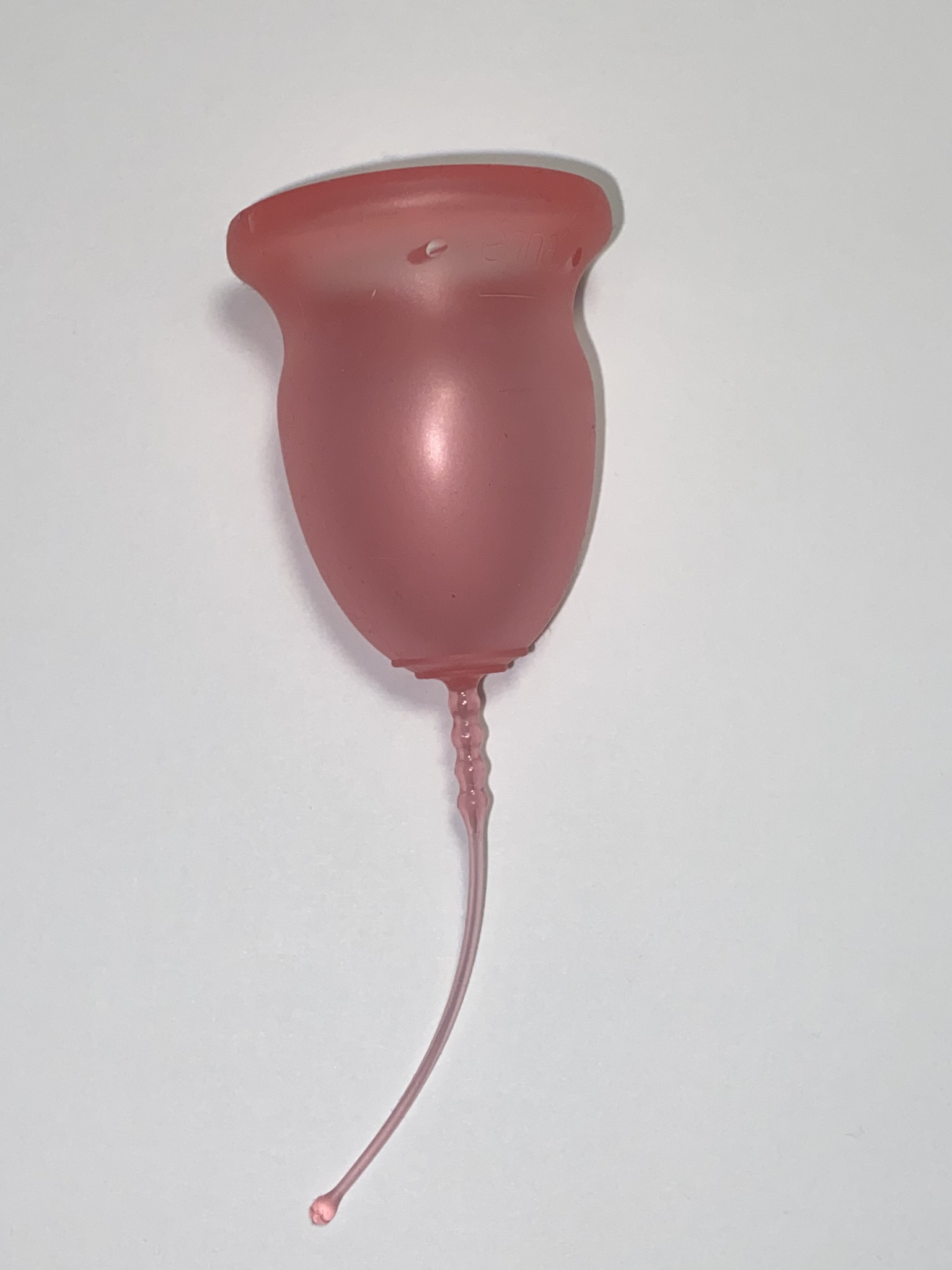
Menstruační kalíšek

Menstruační kalíšek je druh dámské hygienické pomůcky pro vícenásobné použití, který se používá v průběhu menstruace a sbírá odtékající menstruační krev.

## Popis
Menstruační kalíšek má zvonkovitý tvar a je vyroben z měkkého antialergenního silikonu. Po zavedení těsně přilne ke stěně pochvy a tím je zaručeno, že krev stéká pouze do kalíšku bez jakéhokoliv prosakování a doprovodného zápachu. Obsah jednoho kalíšku je přibližně 22 až 42 ml. Jde o ekologický výrobek, protože po vyjmutí a následném vyvaření ho lze znovu použít.

## Historie
První zmínky o menstruačních kalíšcích datují už do roku 1867, kdy byla vyrobena první kaučuková nádoba určená k umístění do ženského těla, jejímž účelem bylo shromažďování menstruační krve. První moderní menstruační kalíšek vyrobila roku 1937 výtvarnice Leona Chalmers v USA, která si jej nechala i patentovat. V té době se však nesetkal s větším ohlasem. O 50 let později přišla na trh vylepšená verze vyrobená z latexu, ta však způsobovala alergické reakce. Nejnovější model je vyroben z antialergenního silikonu, čímž byly problémy s alergickými reakcemi eliminovány.

## Použití
Při prvním použití se doporučuje vyzkoušet zavedení ještě před menstruací. Před použitím je nutné kalíšek deset minut vyvářet. Kalíšek je vyroben z obdobného materiálu, jako dětský dudlík, proto lze při jeho vyváření postupovat stejně.
Kalíšek se zavádí obdobně jako tampon. Pro zavedení kalíšku je nutné jej stisknout prsty a následně přeložit. Poté se vloží do pochvy, kde se sám rozbalí a díky podtlaku sám přilne. Při zavádění se doporučuje také použít lubrikační gel na bázi vody. Správné usazení lze zkontrolovat zatočením za jeho spodní část, to by však mohlo být nepříjemné, proto stačí přejet prstem po jeho obvodu a pokud neucítíme žádné ohyby, kalíšek je správně vložený. Správně zavedený kalíšek se snadno neuvolní, jeho vyjmutí se provádí stisknutím jeho spodní části. Doba, po které je třeba kalíšek vylít, závisí na intenzitě menstruace, podle výzkumu většina žen musí vyprázdnit kalíšek zhruba po 12 hodinách. Před následující menstruací se doporučuje znovu jej vyvařit, aby byl naprosto sterilní. Při správném zacházení vydrží jeden menstruační kalíšek k opakovanému použití až 12 let.
Menstruační kalíšek lze bezpečně používat při prakticky jakémkoliv sportu a vzhledem k potřebě vyprazdňovat kalíšek zhruba po 12 hodinách je vhodný i během spánku.